# حمیرا قادری
حمیرا قادری (زادهٔ ۱۳۵۸، کابل) یکی از داستان نویسان معاصر افغانستان است.

## زندگی‌نامه
حمیرا قادری در سوم حوت / اسفند ۱۳۵۸ از پدر و مادری هراتی در کابل به دنیا آمد.
وی از سال ۱۳۷۱ به نوشتن داستان روی آورد. در دورهٔ تسلط طالبان داستانی از وی در اولین جلسهٔ نقد و بررسی داستان در هرات خوانده شد و مورد نقد و بررسی قرار گرفت.
حمیرا قادری همسر اول فرامرز تمنا یکی از کاندیداهای ریاست جمهوری افغانستان در سال ۱۳۹۸ بود. این دو در سال ۱۳۸۷ با هم ازدواج کرده بودند. فرامرز تمنا در برج اسد/ مرداد ۱۳۹۵ وی را غیابی و یک‌جانبه در محکمه طلاق داده است.

## تحصیلات
حمیرا قادری در سال ۱۳۷۹ برای ادامهٔ تحصیلات به ایران سفر می‌کند و دوره کارشناسی و کارشناسی ارشد را در رشتهٔ زبان و ادبیات فارسی سپری می‌نماید. وی پایان‌نامه خویش را با عنوان «نقد و بررسی روند داستان‌نویسی در هرات» از سال ۱۲۹۸ تا ۱۳۸۰ و در تاریخ ۱۹ خرداد ۱۳۸۶ به راهنمایی سیروس شمیسا در دانشکده ادبیات فارسی و زبان‌های خارجی دانشگاه علامه طباطبایی دفاع نمود.

## فعالیت‌ها
داستان‌های حمیرا قادری در نشریاتی چون روزنامه اتفاق اسلام، اورنگ هشتم، هفت قلم، هزار و یک شب و مجله هری چاپ شده است.
از وی دو داستان در کتاب زیر گنبد کبود که مجموعه‌ای از آثار داستان نویسان معاصر هرات است چاپ شده است. همچنین از او یک مجموعه داستان کوتاه به نام گوشواره انیس و همچنین یک اثر پژوهشی به نام بررسی روند داستان‌نویسی در افغانستان توسط انتشارات روزگار در سال ۱۳۸۷ منتشر شد.
حمیرا قادری هم‌اینک دبیر انجمن هنرمندان و فرهنگیان افغان است.

## افتخارات
وی به خاطر داستان «باز باران اگر می‌بارید» موفق به دریافت لوح تقدیر در سومین دورهٔ جایزه ادبی صادق هدایت در سال ۱۳۸۳ شد و به همین خاطر از سوی سید مخدوم رهین وزیر فرهنگ وقت افغانستان مورد تقدیر قرار گرفت. او نخستین نویسندهٔ افغان است که موفق به دریافت این لوح می‌شود.